# Arpachshad

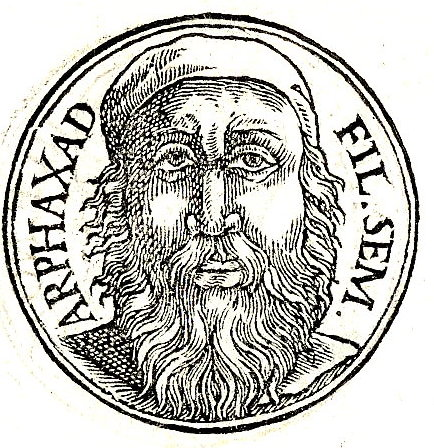
Arpachshad volgens het Promptuarii Iconum Insigniorum

Arpachsad (Hebreeuws: אַרְפַּכְשַדֿ / אַרְפַּכְשָדֿ ʾArpaḵšaḏ / ʾArpaḵšāḏ) was volgens de volkenlijst in Genesis 10:21 een van de vijf zoons van Sem. Hij werd twee jaar na de zondvloed geboren. Hij is de vader van Selach en tot zijn nageslacht behoort ook de aartsvader Abraham en daarmee de Israëlieten.
In de 1e eeuw schreef Flavius Josephus over een legendarisch, apocrief verhaal waarin wordt beweerd dat de zonen van Sem de stamvaders waren van verschillende volken, Arpachsad van de Chaldeeën.
Ongeveer acht kilometer ten oosten van het oude Ninive liggen de ruïnes van een zeer oude landbouwnederzetting: Arpachiya. Deze nederzetting zou volgens sommigen de eerste vestiging van de stam van Arpachsad zijn. De grensmoerassen van Chaldea droegen de naam Aep-Keshed en zijn mogelijk ook vernoemd naar Arpachsad.